# Krzysztof Brejza
Krzysztof Brejza, né le 16 mai 1983 à Bydgoszcz, est un homme politique, député européen représentant la Pologne depuis le 3 janvier 2024.

## Biographie
Krzysztof Brejza est diplômé du Lycée général "Maria Konopnicka" à Inowrocław. Il a terminé ses études de droit à la Faculté de droit et d'administration de l'Université de Varsovie, obtenant le titre de maître en droit en 2007, ainsi que des études en relations internationales à la même université en 2012. En 2014, il a obtenu un doctorat en sciences juridiques à la Faculté de droit et de sciences sociales de l'École supérieure de psychologie sociale de Varsovie.
En 2005, il a rejoint la Plateforme civique. La même année, il est devenu conseiller du conseil régional de Cujavie-Poméranie, remplaçant en cours de mandat Maciej Świątkowski, qui est devenu député. L'année suivante, Krzysztof Brejza a sans succès tenté une réélection.
Aux élections parlementaires de 2007, il a été élu au Parlement pour la sixième législature depuis la liste de la Plateforme civique, recevant 6441 voix dans la circonscription de Bydgoszcz. Il a siégé notamment à la Commission législative, à la Commission de la justice et des droits de l'homme, ainsi qu'à la commission d'enquête sur les pressions.
En 2010, il est devenu secrétaire de la région Cujavie-Poméranie de la Plateforme civique. En 2011, sur décision du conseil national de la PO, il a été rétrogradé de la 4e à la 7e place sur la liste électorale dans la circonscription de Bydgoszcz. Aux élections de la même année, il a été réélu, recevant 12 600 voix (deuxième résultat sur la liste des candidats de la PO dans cette circonscription). Au Parlement de la septième législature, il a fait partie de la Commission des services spéciaux.
En 2015, il a été réélu au Parlement (avec 15 951 voix). Au Parlement de la huitième législature, il est devenu vice-président de la Commission législative et membre de la commission d'enquête sur Amber Gold. En novembre 2015, il a été nommé ministre de la Justice dans le cabinet fantôme formé par la Plateforme civique.
Il a échoué dans sa candidature aux élections du Parlement européen en 2019. La même année, lors des élections parlementaires, il a été le chef de campagne de la Coalition civique. Il a été élu au Sénat pour la dixième législature, se présentant pour la Coalition civique dans la circonscription n° 10, recevant 79 054 voix.
En décembre 2021, l'agence de presse Associated Press a rapporté que le laboratoire interdisciplinaire Citizen Lab, basé à l'Université de Toronto, a découvert que pendant la période allant du 26 avril au 23 octobre 2019 (c'est-à-dire lorsque Krzysztof Brejza dirigeait notamment le quartier général de la Coalition civique), le téléphone portable du politicien avait été piraté 33 fois avec le logiciel espion Pegasus. En janvier 2022, Associated Press a rapporté que, indépendamment de Citizen Lab, le laboratoire interdisciplinaire Security Lab, affilié à Amnesty International, a confirmé ces conclusions.
À la suite des élections de 2023, il est retourné au Parlement, obtenant un siège de député pour la dixième législature avec 89 840 voix. En janvier 2024, il a pris le mandat de député européen pour la neuvième législature, remplaçant Radosław Sikorski au Parlement européen, qui avait été nommé ministre des Affaires étrangères.